# ماريانو غوميز (لاعب كرة قدم)
ماريانو غوميز (بالإسبانية: Mariano Gómez)‏ هو لاعب كرة قدم أرجنتيني، ولد في 5 فبراير 1999 في Esperanza, Santa Fe ‏ في الأرجنتين. لعب مع يونيون دي سانتا في.

## وصلات خارجية
- ماريانو غوميز على موقع قاعدة بيانات كرة القدم.إي يو (الإنجليزية)
- ماريانو غوميز على موقع Soccerway.com (الإنجليزية)